# Peter Kneubühler
Peter Kneubühler (* 1944 in Zürich; † 15. September 1999 ebenda) war ein Schweizer Kupferdrucker.

## Leben
Mit seinem Kupferdruck vermochte Kneubühler Experimentierfreude mit grösster technischer Präzision zu verbinden und war für viele Künstler nicht nur Ausführender, sondern unentbehrlicher Partner im Schaffensprozess.
Schon während seiner Lehrzeit als Buch- und Offsetdrucker interessierte sich Kneubühler für Handdrucktechniken wie Linol- und Holzschnitt und später auch für den Tiefdruck. Unter Anleitung des Künstlers Franz Anatol Wyss eignete er sich das handwerkliche Rüstzeug dazu an.
1972 gründete er in Grüningen ZH seine erste Kupferdruckwerkstatt und begann intensiv mit Wyss zusammenzuarbeiten. Drei Jahre später erfolgte der Umzug nach Zürich und die Gründung des Kupferdruckateliers Peter Kneubühler an der Kreuzstrasse. 
In Zürich stiessen weitere Künstler zu ihm und 1976 begann seine intensive Zusammenarbeit mit André Thomkins.
1985 erfolgte der Umzug in eine grössere Lokalität, an die Seebahnstrasse 113 in Zürich. Dort arbeitete Kneubühler mit zahlreichen bekannten Künstlerinnen und Künstlern wie Mario Merz, Markus Raetz, Martin Disler, Klaudia Schifferle, Leiko Ikemura, James Turrell und Luc Tuymans zusammen.
1986 heiratete er die Zürcher Galeristin Esther Hufschmid, mit welcher er eine Galerie für Druckgrafik gründete und er wurde Teilhaber der Edition CESTIO für Originaldruckgrafik.
1990 veranstaltete die Graphische Sammlung der ETH Zürich die Ausstellung «Der Kupferdrucker Peter Kneubühler und seine Künstler», zu welcher auch die Publikation «KUPFER DRUCK» entstand.
1996 konnte er für seine kulturellen Verdienste die Ehrengabe des Kantons Zürich entgegennehmen und erhielt von der Stadt Zürich den Auftrag, den sogenannten Murerplan mit den Original-Druckstöcken von 1567 nachzudrucken.
1997 erstellte Kneubühler Kupferdrucke (Radierung und Aquatinta auf Velin) für den Entwurf des Kolumba Kunstmuseums in Köln von Peter Zumthor.
Am 15. September 1999 starb er nach einer kurzen Krankheit.

## Nachleben
Kneubühler hat ein eindrückliches Archiv mit rund 1900 Blättern und 150 Mappenwerken von weltbekannten Künstlern hinterlassen und es war sein Wunsch, dass diese Sammlung als Einheit erhalten bleiben sollte.
Bereits im Oktober 1999 wurde in Zürich die Peter Kneubühler Stiftung gegründet, mit dem Ziel «den gesamten Graphikbestand des Kupferdruckateliers Peter Kneubühler integral zu erhalten und der Nachwelt zugänglich zu machen».
2001 wurde im Zürcher Helmhaus die Ausstellung «Peter Kneubühler Gut zum Druck – Alte Techniken für gegenwärtige Bilder» veranstaltet.
2004 wurde in Osteuropa die Wanderausstellung «Image to Print – Peter Kneubühler and Artists of His Studio» gezeigt.
2008 konnte die Graphische Sammlung der ETH einen grossen Teil des Druckerarchivs von Peter Kneubühler erwerben und feierte dies mit der Ausstellung einiger ausgesuchter Werke.